# Lago Zuai
Die Lago Zuai war ein italienisches Frachtschiff, das die Regia Marina nach der Fertigstellung 1940 als Hilfskreuzer D 23 und die Kriegsmarine 1943 als U-Boot-Jäger UJ 2220 nutzte. Nach dem Zweiten Weltkrieg fuhr es als Frachtschiff mit verschiedenen Namen unter italienischer und griechischer Flagge bis zum Abwracken 1985.

## Bau und technische Daten
Das Schiff wurde 1939 auf Bestellung der Reederei S.A. Navigazione Eritrea aus Rom zusammen mit einem Schwesterschiff auf der Werft Cantiere Navale del Taranto (Franco Tosi) in Tarent unter der Baunummer 81 auf Kiel gelegt. Beim Stapellauf am 7. Januar 1940 erhielt das Schiff den Namen Lago Zuai nach dem gleichnamigen See Zway in Äthiopien. Das Schiff war 64,77 Meter lang, 9,78 Meter breit und hatte einen Tiefgang von 4,42 Metern. Die Lago Zuai war mit 783 BRT bzw. 456 NRT vermessen, die Verdrängung betrug ca. 1.700 Tonnen. Zwei Tosi-Sechszylinder-Viertakt-Dieselmotoren mit 1.600 PS ermöglichten über zwei Schrauben eine Geschwindigkeit von 15,0 Knoten. Die Werft lieferte die Lago Zuai am 30. März 1940 an die Reederei ab.

## Geschichte
Die Lago Zuai und das Schwesterschiff Lago Tana sollten nach Planung der Reederei S.A. Navigazione Eritrea Passagierdienste an der Küste von Eritrea, das Italien 1935 im Abessinienkrieg überfallen und besetzt hatte, übernehmen. Dazu kam es nicht mehr, beide Schiffe wurden nicht mehr ins Rote Meer entsandt.

### HilfskreuzerD 23der Regia Marina
Kurz nach dem italienischen Kriegseintritt am 10. Juni 1940 requirierte die Regia Marina das Schiff am 10. Juli 1940 und rüstete es zum Hilfskreuzer aus. Aufgabe der italienischen Hilfskreuzer war der Konvoischutz, gleichzeitig wurden sie aufgrund der geforderten Geschwindigkeit von mindestens 15 Knoten als schnelle Transporter eingesetzt. Für die neuen Aufgaben erhielt das Schiff eine Bewaffnung von zwei 100/L/47-mm-Geschützen und vier 20/L65-mm-Flak sowie zwei Wasserbombenwerfern. Neben ihrem Namen erhielt die Lago Zuai zusätzlich die Kennung D 23. Als Hilfskreuzer blieb die Sicherung von Konvois die Hauptaufgabe des Schiffes. Am 21. Oktober 1940 wurde die Lago Zuai dem Einsatzverband Maritrafalba in Brindisi zugeordnet, der in Vorbereitung auf den geplanten Angriff auf Griechenland gebildet wurde und Truppen- sowie Nachschubtransporte von Bari und Brindisi nach Albanien durchführte und sicherte. Bereits vier Tage später, am 25. Oktober, wurde der gesamte Verband in die Forza Navale Speciale (FNS) eingegliedert, dem weitere Schiffe zugeordnet wurden und der die geplante (aber abgesagte) Landung auf Korfu durchführen sollte.
Nach der Schlacht bei Kap Matapan vom 28. März 1941 wurde die Lago Zuai zusammen mit den Zerstörern Libeccio und Maestrale (Maestrale-Klasse) sowie dem Torpedoboot Schiaffino (Pilo-Klasse) ausgesandt, um den beschädigten Zerstörer Alfredo Oriani zu bergen, den sie schließlich nach Augusta einschleppten. Am 25. September 1941 griffen britische Flugzeuge den Hilfskreuzer vor Capo Colonna an, als er ein Nordafrika-Geleit mit den Frachtern Audace, Eridano und Delfino sicherte. Am 25. November 1942 verließ die Lago Zuai Trapani als Sicherung für den als Transporter eingesetzten Hilfskreuzer Narenta in Richtung Bizerte. Unterwegs wurde der kleine Konvoi von einem U-Boot angegriffen, ohne dass es jedoch zu Verlusten kam. Zum Zeitpunkt der italienischen Kapitulation am 9. September 1943 befand sich die Lago Zuai in La Spezia.

### U-Boot-JägerUJ 2220der Kriegsmarine
Mit dem Fall Achse besetzte die Wehrmacht am 9. September sofort das Schiff. Einige Tage später gab der Stabschef Genua den Befehl, die Lago Zuai einsatzklar zu machen. Auf dem Schiff wurde das achtere 100-mm-Geschütz aus- und zusätzliche leichte Flak-Waffen eingebaut. Es wurde der 22. U-Jagd-Flottille zugewiesen, die es am 19. September mit der Kennung UJ 2220 in Dienst stellte. In der Kriegsmarine bestand die Aufgabe von UJ 2220 in erster Linie in der Geleitsicherung, daneben auch in der aktiven Suche von und die Jagd auf alliierte U-Boote und Schnellboote.
Den ersten Einsatz fuhr UJ 2220 am 8. Oktober 1943 und lief nach Livorno, gefolgt von zahlreichen Geleitsicherungen insbesondere zwischen Genua und Toulon sowie Marseille. Aus einem von UJ 2220, R 215 und SG 15 gesicherten Geleit versenkte das französische U-Boot Casabianca am 28. Dezember 1943 den Dampfer Chisone bei Cap Camarat; am 21. Januar 1944 bekämpfte UJ 2220 das britische U-Boot HMS Upstart (P65). In der Nacht vom 18./19. April 1944 rammte UJ 2220 den italienischen U-Boot-Jäger und Schulschiff Equa der Marina Nazionale Repubblicana, das daraufhin sank.
Da die Kriegsmarine nicht genügend Personal zur Bemannung ihrer Schiffe hatte, stellte sie UJ 2220 am 25. Oktober 1944 außer Dienst und legte das Schiff auf. Zum Kriegsende versenkten deutsche Streitkräfte am 23. April 1945 das Schiff in Genua, um den Hafen zu blockieren.

### Frachtschiff unter italienischer und griechischer Flagge
Als nach Kriegsende der Hafen Genuas geräumt wurde, musste auch das Schiff im Dezember 1945 gehoben werden. Repariert und wieder in Dienst kam es bei mehreren Reedereien zum Einsatz. Über die zivile Zeit des Schiffes liegen lediglich wenige Rahmenangaben vor: 1949 kaufte die italienische Reederei Libera Marittima aus Rom das Schiff und stellte es unter ihrem alten Namen Lago Zuai wieder in Dienst. 1955 wurde es an Lloyd Mediterraneo – ebenfalls aus Rom – verkauft, die es in Valfredda umbenannte.
1960 verkaufte diese das Schiff weiter an P. Bourboulis aus Piräus, der dem Schiff den Namen Maria Bourboulis gab und das Schiff in der östlichen Ägäis zunächst als Fracht- und Passagierschiff, später nur noch als Frachtschiff einsetzte. Bereits 1965 ging das Schiff als Maria M. an D. Bourboulis über und geriet am 17. Juli auf einer Slipanlage in Perama in Brand. Die Maria M. wurde kondemniert, zum Abbruch verkauft, jedoch noch einmal repariert. Bei der Einführung von IMO-Nummern erhielt sie die Schiffsnummer IMO 5222495. Beim letzten Besitzer, P. Papaikonomou aus Piräus, verblieb das nun Irene P. genannte Schiff bis zum Abbruch 1985.